# Religions de la Terre
 (octobre 2012).
Si vous disposez d'ouvrages ou d'articles de référence ou si vous connaissez des sites web de qualité traitant du thème abordé ici, merci de compléter l'article en donnant les références utiles à sa vérifiabilité et en les liant à la section « Notes et références ».
Les religions de la Terre sont un ensemble de religions et de croyances incluant la vénération de la Terre ou de la Nature en tant que principe supérieur ou divinité, tels que le bouddhisme, fétichisme ou le polythéisme. Elles sont classées dans la branche du paganisme par les chrétiens.

## Histoire
Généralement, ces religions sont de nature panthéiste, c’est-à-dire que la divinité suprême y est considérée comme étant immanente à l'Univers : elle est toute création, et se retrouve donc en toute chose existante, y compris les êtres vivants et les humains. Chaque lieu, chaque créature, chaque pensée est considéré comme étant une parcelle du divin, et possède par conséquent un caractère sacré — cependant, il est courant que certains lieux ou certaines créatures soient considérés comme relevant plus du sacré que d'autres.
Cela dit, il faut ajouter que ces religions sont aussi fréquemment polythéistes (culte de plusieurs divinités), ce qui n'est pas forcément en opposition avec le panthéisme. En effet, il est plus ou moins admis que les divinités des panthéons de ces religions ne sont que diverses facettes de la divinité suprême, chacune de ces divinités subalternes n'étant qu'une représentation d'un caractère ou d'un aspect de celle-ci. En fonction de l'aspect de la divinité suprême sur lequel il voudra se concentrer, le croyant se tournera vers l'une ou l'autre de ces divinités subalternes.
Les religions de la Terre sont très diverses, et leurs origines peuvent remonter à la nuit des temps ou, au contraire, à la période la plus récente de l'histoire de l'humanité. Ainsi, certains paléologues pensent que la (ou les) première religion de l'humanité était un culte de la Terre ou culte de la déesse. Les grandes bases de ce culte supposé ont été reprises dans certaines religions néo-païennes de conception récentes, telles que la Wicca qui en est probablement le meilleur exemple.
Parmi les récentes religions de la Terre, on peut aussi citer le néo-druidisme et l'éco-paganisme, ainsi qu'une certaine forme de chamanisme, dont les (ré-)émergences vont de pair avec le développement du New Age et de la conscience écologique.
Plus traditionnellement, on peut remarquer qu'une grande quantité de religions des peuples premiers (dits « primitifs ») inclut, d'une manière ou d'une autre, un culte de la Terre ou de la Nature. On peut y inclure les anciennes mythologies de certaines peuplades d'Afrique, dont la majorité est de nature animiste (Ashanti du Ghana, Pygmées Mbuti ainsi que Lugbara et Igbo d'Afrique Centrale, Dinka du Sud du Soudan, Masaï d'Afrique de l'Est, Tumbuka du Malawi, Zoulous d'Afrique du Sud, et celle, particulièrement développée, des Yoruba du Nigeria et d'Afrique de l'Ouest).